# Estruplund Sogn
Estruplund Sogn er et sogn i Norddjurs Provsti (Århus Stift).
I 1800-tallet var Estruplund Sogn anneks til Voer Sogn. Begge sogne hørte til Rougsø Herred i Randers Amt. Voer-Estruplund sognekommune blev ved kommunalreformen i 1970 indlemmet i Rougsø Kommune, som ved strukturreformen i 2007 indgik i Norddjurs Kommune.
I Estruplund Sogn ligger Estruplund Kirke.
I sognet findes følgende autoriserede stednavne:
- Brydkær (bebyggelse)
- Bræk (bebyggelse)
- Estruplund (ejerlav, landbrugsejendom)
- Hevring Mølle (bebyggelse, ejerlav)
- Hjelmehøj (areal)
- Ingerslev (bebyggelse, ejerlav)
- Rummelhøj (areal)
- Store Sjørup (bebyggelse, ejerlav)
- Tørslev (bebyggelse, ejerlav)
- Åhuse (bebyggelse)